# لوطاويين (تطفت)
لوطاويين هي إحدى مشيخات المملكة المغربية، تتبع جغرافيا لإقليم العرائش وإداريًا لتطفت. يقدر عدد سكانها بـ 10496 نسمة حسب الإحصاء الرسمي للسكان والسكنى لسنة 2004.